# Cheiridium firmum
Espèce
Cheiridium firmum est une espèce de pseudoscorpions de la famille des Cheiridiidae.

## Distribution
Cette espèce est endémique des États-Unis. Elle se rencontre en Illinois et au Missouri.

## Description
Le mâle mesure 0,85 mm et les femelles de 0,86 à 0,98 mm.

## Publication originale
- Hoff, 1952 : Two new species of pseudoscorpions from Illinois. Transactions of the Illinois Academy of Sciences, vol. 45, p. 188-195.